# 全ロシア国営テレビ・ラジオ放送会社
全ロシア国営テレビ・ラジオ放送会社（ぜんロシアこくえいテレビ・ラジオほうそうがいしゃ、露: Всероссийская государственная телевизионная и радиовещательная компания (ВГТРК) 、英: All-Russia State Television and Radio Broadcasting Company）は、ロシアにおける国営テレビ・ラジオ局の運営会社。

## 概要
ソ連時代にテレビ・ラジオを管轄していた連邦ラジオ・テレビ放送委員会に代わる組織として1990年7月14日、最高会議幹部会の決議により設立。

## 主な運営チャンネル

### テレビ
- ロシア1 ー メインチャンネル
- ロシアK ー 文化チャンネル
- ロシア24 ー ニュースチャンネル
- カルーセル ー 子供向けチャンネル

他

### ラジオ
- Radio Kultura –文化ラジオ
- ラジオマヤック – 娯楽番組中心
- Radio Rossii
- Radio Yunost – 欧米音楽専門
- Vesti FM – ニュース専門